# Camellia vuquangensis
Camellia vuquangensis (tên tiếng Việt là trà Vũ Quang hay trà mi Vũ Quang) là một loài thực vật có hoa thuộc họ Chè. Mẫu vật của loài này được nhóm các nhà sinh học Lương Văn Dũng, Trần Ninh, Nguyễn Thị Liễu, Đỗ Công Thuận, Thái Cảnh Toàn, Lê Văn Toàn và Hoàng Văn Hoan phát hiện vào năm 2016 - 2017 tại vườn quốc gia Vũ Quang, huyện Vũ Quang, tỉnh Hà Tĩnh. Năm 2018, nhóm tác giả Nguyễn Thị Liễu, Trần Ninh, Uematsu Chiyomi, Katayama Hironori, Lương Văn Dũng, Hoàng Thanh Sơn, Nguyễn Danh Kỳ, Nguyễn Việt Hùng và Thái Cảnh Toàn công bố phát hiện về loài này trong Korean Journal of Plant Taxonomy.

## Phân bố
Camellia vuquangensis sống trong rừng thứ sinh đang phục hồi, trong các khu rừng có tầng cây gỗ cao trung bình từ 11–30 m, độ tàn che là 60-80%. Loài này phân bố chủ yếu ở ven các khe suối, nơi có độ cao 50–450 mét (160–1.480 ft) so với mực nước biển. Camellia vuquangensis sống trong điều kiện khí hậu nhiệt đới ẩm, với nhiệt độ trung bình năm là 24,5 độ C; nhiệt độ trung bình tháng lạnh nhất (tháng giêng) là 13,6 độ C; tháng nóng nhất (tháng 7) là 39,1 độ C; lượng mưa trung bình năm là 2.800 mm.

## Hình thái
Camellia vuquangensis là cây bụi hoặc gỗ nhỏ, cao 3–8 m, cành và lá non có màu tím, nhiều lông. Lá có cuống, phiến lá dày và dai, dạng thuôn, cỡ 12-23 × 4–7 cm, có mũi nhọn hay có đuôi, về phía gốc cuống lá có tai hay có các răng, mép phiến lá có nhiều răng cưa, mặt trên nhẵn, mặt dưới nhiều lông, gân chính lõm ở mặt trên, lồi ở mặt dưới, gân bên có từ 17-22 cặp, cũng lõm ở mặt trên và lồi ở mặt dưới; cuống lá dài 8–10 mm, rậm lông. Hoa 1-2, mọc ở đầu cành hay nách lá, màu vàng nhạt, đường kính cỡ 8-9,5 cm, có cuống ngắn cỡ 2-2,3 mm, mang nhiều lông tơ.

## Tình trạng bảo tồn
Loài này được đánh giá là cực kỳ nguy cấp (CR) theo Hạng mục và Tiêu chí của IUCN.